# Oddone, conte di Parigi
Oddone di Neustria, noto anche come Odo (in francese Eudes) (Neustria, prima dell'860 oppure 865 – La Fère-sur-Oise, 3 gennaio 898), fu conte di Parigi dall'882 sino all'888 e marchese di Neustria contro i Bretoni, conte d'Angiò, di Auxerre, di Nevers e di Tours, dall'866 all'888. Fu infine re dei Franchi Occidentali dall'888 alla sua morte.

## Origine
Figlio maschio primogenito del futuro marchese di Neustria contro i Bretoni, conte d'Angiò, di Auxerre e di Nevers, Roberto il Forte, della dinastia dei Robertingi, e della seconda (o terza) moglie, Adelaide d'Alsazia, come è indicato nelle Europäische Stammtafeln (Vol. II, cap. 10, non consultate). Adelaide era la figlia secondogenita del conte di Tours, Ugo e della moglie Ava o Bava come risulta dal testamento di Gerardo di Rossiglione, conte di Vienne, quindi era della casa dei Robertingi.

## Biografia

La divisione dell'impero carolingio alla morte di Carlo il Grosso. In rosso il regno di Oddone.

Il 15 settembre 866, alla morte del padre Roberto il Forte contro i Vichinghi nella battaglia di Brissarthe, Oddone avrebbe dovuto succedergli come Marchese di Neustria contro i Bretoni e in tutti gli altri titoli. Tuttavia il re dei Franchi Occidentali Carlo il Calvo, anche in considerazione della giovane età di Oddone, preferì affidare il marchesato e le altre contee robertingie a Ugo l'Abate, che nel frattempo era stato eletto arcivescovo di Colonia.
All'arcivescovo venne assegnata anche la tutela di Oddone e del fratellino Roberto (860 oppure 866–923), ancora molto giovani. Così, i fratelli furono ospitati dai loro parenti in Renania. Nell'876 Oddone è attestato al fianco dello zio Megingaudo I di Worms (circa 825–circa 880) in un atto di donazione a favore dell'abbazia di Lorsch.
Nell'882 Oddone ottenne il titolo di conte di Parigi, dopo che Ugo l'Abate aveva cercato inutilmente di ottenerne il titolo.
Nell'886, secondo lo storico E. Mabille, ottenne l'abbazia di San Martino di Tours, rinunciando a una proprietà in Italia; e dopo la morte di Ugo l'Abate, sempre in quell'anno, durante l'assedio di Parigi a opera dei Normanni, in cui era morto Enrico di Franconia, Oddone, che si era distinto durante l'assedio, organizzando la difesa della città, ottenne dall'imperatore, Carlo il Grosso, i titoli che erano stati di suo padre, Roberto il Forte: marchese di Neustria (includeva il titolo di conte d'Orleans), conte d'Angiò, di Auxerre, di Nevers e di Tours.
Quando nell'888 morì Carlo il Grosso, che era anche re dei franchi occidentali, Oddone secondo l'Herimanni Aug. Chronicon assunse il potere sulla Neustria e in Aquitania (Gallia usque ad Ligerim et in Aquitania) e Ademaro di Chabannes conferma che i Franchi, congiurando contro il giovane Carlo, elessero loro re il duca d'Aquitania, Oddone. L'acclamazione avvenne il 29 febbraio 888 e quello stesso giorno venne incoronato re dei Franchi a Compiègne, da Gualtiero, vescovo di Sens.
Il 24 giugno 888, a Montfaucon-en-Argonne, Oddone sconfisse i Normanni, per cui aumentò la sua popolarità e gli procurò il riconoscimento da parte di Arnolfo di Carinzia, re dei Franchi orientali, che, secondo lo storico francese, Christian Settipani, gli inviò le insegne regali per una seconda incoronazione, avvenuta a Reims, il 13 novembre 888.
Dopo la deposizione dell'imperatore (887) Carlo il Grosso (era anche re d'Aquitania), a Bourges, era stato eletto duca d'Aquitania, Ranulfo, che, nell'888 prese sotto la sua protezione il giovane Carlo il Semplice, terzo figlio di Luigi il Balbo e legittimo erede al trono e riuscì a tener testa, nell'889, a una campagna militare di Oddone, che Rainulfo d'altronde non aveva riconosciuto, come re d'Aquitania.
Negli anni seguenti, in seguito al fallimento dei suoi interventi per contenere le scorrerie dei Normanni, il prestigio di Oddone declinò e, approfittando di una sua assenza (era in Aquitania), l'arcivescovo di Reims, Folco il Venerabile, raccogliendo tutti gli scontenti attorno a sé, ordì una congiura e Carlo III il Semplice fu incoronato re a Reims, il 28 gennaio 893. Arnolfo di Carinzia accettò il nuovo re ma ritenne opportuno non intervenire, anzi cercò di farsi arbitro delle dispute.
Gli anni seguenti furono teatro di una guerra tra i due contendenti, poco cruenta, terminata nell'897, quando Carlo si riconobbe ribelle pentito e Oddone, dopo averlo perdonato, gli cedette parte del territorio sotto la sua giurisdizione e riconobbe il re carolingio come suo successore. Oddone, secondo gli Annales Prumienses Brevissimi, morì il 3 gennaio 898, confermato anche dai registri dell'abbazia reale di Saint-Denis, dove Oddone fu sepolto. Dopo la morte di Oddone i nobili, rispettando il patto dell'anno precedente accettarono come re Carlo III il Semplice. "Hic jacet Odo Falconarius, vir bonae memoriae, fundatur hujus Ecclesiae" fu la formula incisa sulle pietre del transetto della chiesa di Saint-Merri a Parigi (Joris Karl Huysmans, Les églises de Paris).

## Matrimonio e discendenza
Nell'881 circa Oddone aveva sposato Teoderada di Troyes, come risulta dal documento n° XIV degli Odonis Regi Diplomata. Teoderada, che era figlia di Alerano II ( † dopo l'885 e a sua volta figlio di Alerano di Barcellona, conte di Troyes), conte di Laon, gli diede quattro figli:
- Raul, re d'Aquitania (882 – † dopo l'898), che nelle Europäische Stammtafeln,[4] vol II cap. 10 (non consultate) viene citato con il titolo di re (forse re titolare d'Aquitania)
- Oda (circa 883-† dopo il 952), che sposò Sventibaldo di Lotaringia
- Arnolfo (885–898), che, secondo Ademaro di Chabannes, successe al padre ma poco dopo morì[15]
- Guido (circa 888 -† dopo il 903)

## Ascendenza
|                        |                         |                       | Genitori            |  |  | Nonni |  |  | Bisnonni              |  |  | Trisnonni             |  |
|                        |                         |                       |                     |  |  |       |  |  | Roberto II di Hesbaye |  |  | Turimberto di Hesbaye |  |
|                        |                         |                       |                     |  |  |       |  |  | Roberto II di Hesbaye |  |  | Turimberto di Hesbaye |  |
|                        |                         | …                     |                     |  |  |       |  |  | Roberto II di Hesbaye |  |  |                       |  |
| Roberto III di Hesbaye |                         |                       |                     |  |  |       |  |  | Roberto II di Hesbaye |  |  |                       |  |
|                        |                         | Teoderata             | …                   |  |  |       |  |  |                       |  |  |                       |  |
|                        |                         | Teoderata             | …                   |  |  |       |  |  |                       |  |  |                       |  |
|                        |                         | Teoderata             | …                   |  |  |       |  |  |                       |  |  |                       |  |
| Roberto il Forte       |                         | Teoderata             |                     |  |  |       |  |  |                       |  |  |                       |  |
|                        |                         | Adriano d'Orléans     | Geroldo di Vintzgau |  |  |       |  |  |                       |  |  |                       |  |
|                        |                         | Adriano d'Orléans     | Geroldo di Vintzgau |  |  |       |  |  |                       |  |  |                       |  |
|                        |                         | Adriano d'Orléans     | Emma d'Alemannia    |  |  |       |  |  |                       |  |  |                       |  |
| Waldrada di Worms      |                         | Adriano d'Orléans     |                     |  |  |       |  |  |                       |  |  |                       |  |
|                        |                         | Waldrada              | Alleaume di Autun   |  |  |       |  |  |                       |  |  |                       |  |
|                        |                         | Waldrada              | Alleaume di Autun   |  |  |       |  |  |                       |  |  |                       |  |
|                        |                         | Waldrada              | …                   |  |  |       |  |  |                       |  |  |                       |  |
| Oddone conte di Parigi |                         | Waldrada              |                     |  |  |       |  |  |                       |  |  |                       |  |
|                        | Liutfrido II di Sundgau | Liutfrido I d'Alsazia |                     |  |  |       |  |  |                       |  |  |                       |  |
|                        | Liutfrido II di Sundgau | Liutfrido I d'Alsazia |                     |  |  |       |  |  |                       |  |  |                       |  |
|                        | Liutfrido II di Sundgau | Iltrude di Wormsgau   |                     |  |  |       |  |  |                       |  |  |                       |  |
| Ugo di Tours           | Liutfrido II di Sundgau |                       |                     |  |  |       |  |  |                       |  |  |                       |  |
|                        |                         | Bava d'Alsazia        | …                   |  |  |       |  |  |                       |  |  |                       |  |
|                        |                         | Bava d'Alsazia        | …                   |  |  |       |  |  |                       |  |  |                       |  |
|                        |                         | Bava d'Alsazia        | …                   |  |  |       |  |  |                       |  |  |                       |  |
| Adelaide d'Alsazia     |                         | Bava d'Alsazia        |                     |  |  |       |  |  |                       |  |  |                       |  |
|                        |                         | …                     | …                   |  |  |       |  |  |                       |  |  |                       |  |
|                        |                         | …                     | …                   |  |  |       |  |  |                       |  |  |                       |  |
|                        |                         | …                     | …                   |  |  |       |  |  |                       |  |  |                       |  |
| Ava o Bava di Morvois  |                         | …                     |                     |  |  |       |  |  |                       |  |  |                       |  |
|                        |                         | …                     | …                   |  |  |       |  |  |                       |  |  |                       |  |
|                        |                         | …                     | …                   |  |  |       |  |  |                       |  |  |                       |  |
|                        |                         | …                     | …                   |  |  |       |  |  |                       |  |  |                       |  |
|                        |                         | …                     |                     |  |  |       |  |  |                       |  |  |                       |  |

### Fonti primarie
- (LA)  Monumenta Germaniae Historica, Scriptores, tomus II.
- (LA)  Rerum Gallicarum et Francicarum Scriptores, tomus XII.
- (LA)  Ademarus Engolismensis, Historiarum Libri Tres.
- (LA)  Monumenta Germaniae Historica, Scriptores, tomus XV.2.
- (LA)  Rerum Gallicarum et Francicarum Scriptores, tomus IX.
- (LA)  Monumenta Germaniae Historica, Scriptores, tomus V.

### Letteratura storiografica
- René Poupardin, I regni carolingi (840-918), in «Storia del mondo medievale», vol. II, 1979, pp. 583–635
- Louis Halphen, Francia: gli ultimi carolingi e l'ascesa di Ugo Capeto (888-987), in «Storia del mondo medievale», vol. II, 1979, pp. 635–661
- Allen Mayer, I vichinghi, in «Storia del mondo medievale», vol. II, 1979, pp. 734–769